# チャン・クオック・ヴオン
チャン・クオック・ヴオン（Trần Quốc Vượng / 陳國旺、1934年12月12日 - 2005年8月8日、教授）はベトナムの歴史学者。

## 経歴
ハイズオン省生まれだが、原貫はハナム省ズイティエンである。1956年にファン・フイ・レ・ディン・スアン・ラムとともに大学を首席で卒業し、そのままハノイ総合大学歴史学部（現・ベトナム国家大学ハノイ校人文社会大学校歴史学部）の講師（cán bộ giảng dạy）として任用された。
- 1956-80年：ハノイ総合大学歴史学部講師としてベトナム古代史を担当。
- 1959年：ハノイ総合大学歴史学部考古学班班長。
- 1980-93年：教授号を受け、ハノイ総合大学歴史学部考古学科長を務める。
- 1989-2005年：優秀教員（Nhà giáo ưu tú）の称号を授与され、ハノイ総合大学歴史学部文化史センター（Trung tâm Liên Văn hoá - Lịch sử）のセンター長を務める。
- 1993-96年：ハノイ国家大学教養大学校文化学部門長。
- 1993-96年：ハノイ総合大学旅行学専攻長。
- 1996-2005年：ハノイ国家大学人文社会大学校旅行学部科学・教育会議主席。

## 現代ベトナム史学界の四柱
彼は現代ベトナム史学界の「四柱」あるいは「ラム・レー・タン・ヴオン（Lâm, Lê, Tấn, Vượng、すなわちディン・スアン・ラム、ファン・フイ・レ、ハー・ヴァン・タン、チャン・クオック・ヴオン）」の一人として知られている。本人の語るところによれば、おそらくは彼らが新進の研究者として登場した1960年代末頃にできたまことしやかなお話だろうとのことである。1950年代、ラム・レ・ヴオンの同期３人が揃って卒業し、翌1957年にタンが卒業した。のちに彼とハー・ヴァン・タンとは命を受けて、1954年にフランスがベトナムから引き揚げて事実上ゼロの状態になった考古学部門建設の任に当たった。彼は1959-60年学期に、ハー・ヴァン・タンから資料を受けつつ、共に最初のベトナム考古学の授業を担当した。

## 著作
400編以上の論文を国内外の学術雑誌（国内：Khảo cổ, Lịch sử, Văn học, Văn hoá Dân gian, Văn hoá Nghệ thuậtなど、国外：アメリカのCornell University Press, North Ilinois, Yale University、日本の東大・京大・阪大、韓国のソウル大、イギリスのオックスフォード大学で出版）に発表し、国内外40以上の専門書を刊行またはそれらに寄稿した。
- Việt Nam khảo cổ học (邦訳『ベトナムの考古文化』、東京：六興出版、1991)
- Trong cõi (California, 1993)
- Theo dòng lịch sử (1995)
- Some aspects of Vietnam culture (米国、1995)
- Tìm hiểu văn hoá dân gian Hà Nội (1997)
- Việt Nam, cái nhìn địa văn hoá (1998)
- Vietnam folklore and history (米国, North Ilinois, 1998)
- Essay into the Vietnam past (米国、New York, 1999)
- Ngành nghề, tổ nghề, làng nghề Việt Nam (1999)
- Làng nghề, phố nghề Thăng Long, Hà Nội (2000)
- Văn hoá Việt Nam, tìm tòi và suy ngẫm (2000)
- Trên mảnh đất nghìn năm văn vật (2001)
- Tìm hiểu bản sắc văn hoá xứ Huế (2001)
- Confusianism in East Asia (ソウル、2001)
- Khoa Sử và tôi (2001)
- Tìm hiểu bản sắc văn hoá xứ Quảng (2002)
- Tìm hiểu bản sắc văn hoá dân gian Nam Bộ (2004)
- Hà Nội như tôi hiểu (2005)
- Con người – Môi trường – Văn hoá (2005)

## その他の活動
- ハノイ民間文化会議総書記（1976-2005）
- ベトナム民間文芸文化会議副総書記（1989-2005）
- ハノイ歴史学会議主席（1990-1996）
- ベトナム史学会議執行委員（1993-2005）
- 伝統手工業クラブ主席
- ベトナム食文化クラブ主任（1995-2005）
- 文化情報省歴史文化遺産設計・修復・保存プログラム顧問（1995-2005）
- ハノイ人民委員会歴史文化遺産および”タンロン千年”プログラム諮問委員（1995-2005）
- ベトナム社会科学院ハノイ皇城遺跡地区諮問委員会委員。（2003-2004）

## 受賞歴
第一等労働勲章（1997）をはじめとして多数の勲章を受けている。